# Klopoduwur
Klopoduwur is een bestuurslaag in het regentschap Blora van de provincie Midden-Java, Indonesië. Klopoduwur telt 4589 inwoners (volkstelling 2010).